# Mpholonjeni
Mpholonjeni – inkhundla w dystrykcie Lubombo w Królestwie Eswatini. Według spisu powszechnego ludności z 2007 r. zamieszkiwało go 20 563 mieszkańców. Inkhundla dzieli się na trzy imiphakatsi: Kashoba, Ndzangu, Ngcina.